# Rhopalopsyche volucris
Rhopalopsyche volucris är en fjärilsart som beskrevs av Walker 1856. Rhopalopsyche volucris ingår i släktet Rhopalopsyche och familjen svärmare. Inga underarter finns listade.